# Jean-Baptiste Élissalde
Jean-Baptiste Élissalde (La Rochelle, 23 novembre 1977) è un ex rugbista a 15 e allenatore di rugby a 15 francese, già mediano di mischia o di apertura del Tolosa.

## Biografia
Cresciuto al Rochelle, dove ebbe come allenatore suo padre, l'ex nazionale francese Jean-Pierre Élissalde, esordì a livello internazionale durante il Sei Nazioni 2000 contro la Scozia.
Passato nel 2002 al Tolosa, dovette affrontare la concorrenza di Yann Delaigue e Frédéric Michalak per un posto nella cerniera dei mediani (di mischia e apertura).
Vincitore della Heineken Cup 2002-03, nello stesso anno perse la finale per il titolo francese contro lo Stade français.
Nel 2004 realizzò il Grande Slam nel Sei Nazioni e giunse di nuovo alla finale di Heineken Cup, perdendola; l'anno successivo vide il Tolosa ancora in finale, che Élissalde in tale occasione vinse (in quella del 2003 non fu schierato).
Insieme al titolo europeo giunse anche la nomina a capitano della Nazionale in occasione del tour nell'Emisfero Sud, stante l'assenza di Fabien Pelous.
Prese parte alla Coppa del Mondo di rugby 2007, competizione nella quale disputò tutti i sette incontri in cui la Francia fu impegnata, giungendo al 4º posto finale; nel 2008 realizzò il Grande Slam nel Sei Nazioni e vinse il suo primo titolo nazionale, battendo in finale il Clermont-Auvergne.
Ritiratosi nel 2010 è passato nei ruoli tecnici del Tolosa come assistente di Guy Novès; tuttavia, durante la Coppa del Mondo di rugby 2011, a causa dell'assenza di titolari nel ruolo di mediano di mischia perché impegnati con le rispettive Nazionali, Novès ha schierato Élissalde nell'incontro di campionato del 1º ottobre 2011 che vedeva il Tolosa opposto all'Agen e che i primi hanno vinto 22-9.

## Palmarès
- Campionati francesi: 1
Tolosa: 2007-08
- Coppe di Francia: 1
La Rochelle: 2001-02
- Heineken Cup: 3
Tolosa: 2002-03, 2004-05, 2009-10